# Stravaj
Stravaj là một xã trong quận Librazhd thuộc hạt Elbasan, Albania. Dân số năm 2005 là 3362 người.